# ديفيد ميشود
ديفيد ميشود (بالإنجليزية: David Michôd)‏ هو كاتب سيناريو ومنتج أفلام ومخرج وممثل أسترالي، ولد في 30 نوفمبر 1972 بسيدني في أستراليا.

## أعمال

### أفلام
- (2010) مملكة الحيوان
- (2014) القرصان[4]
- (2017) آلة حرب

## وصلات خارجية
- ديفيد ميشود على موقع IMDb (الإنجليزية)
- ديفيد ميشود على موقع ألو سيني (الفرنسية)
- ديفيد ميشود على موقع أول موفي (الإنجليزية)
- ديفيد ميشود على موقع بوكس أوفيس موجو (الإنجليزية)
- ديفيد ميشود على موقع قاعدة بيانات الأفلام السويدية (السويدية)
- ديفيد ميشود على موقع قاعدة بيانات الفيلم (الإنجليزية)
- ديفيد ميشود على موقع كينوبويسك (الروسية)